# Anzême
Anzême é uma comuna francesa na região administrativa da Nova Aquitânia, no departamento de Creuse. Estende-se por uma área de 29,50 km². Em 2010 a comuna tinha 575 habitantes (densidade: 19,5 hab./km²).